# David Prieto Gálvez
David Prieto Gálvez (nascut el 2 de gener de 1983 a Sevilla) és un exfutbolista andalús que jugava com a defensa central.
Format al Sevilla FC, també va representar el Xerez CD a La Liga, amb un total de 51 aparicions a la màxima categoria. Va jugar 163 partits de Segona Divisió amb set clubs, així com 252 partits a Segona Divisió B a l'inici i al final de la seva carrera.